# Кладогенез

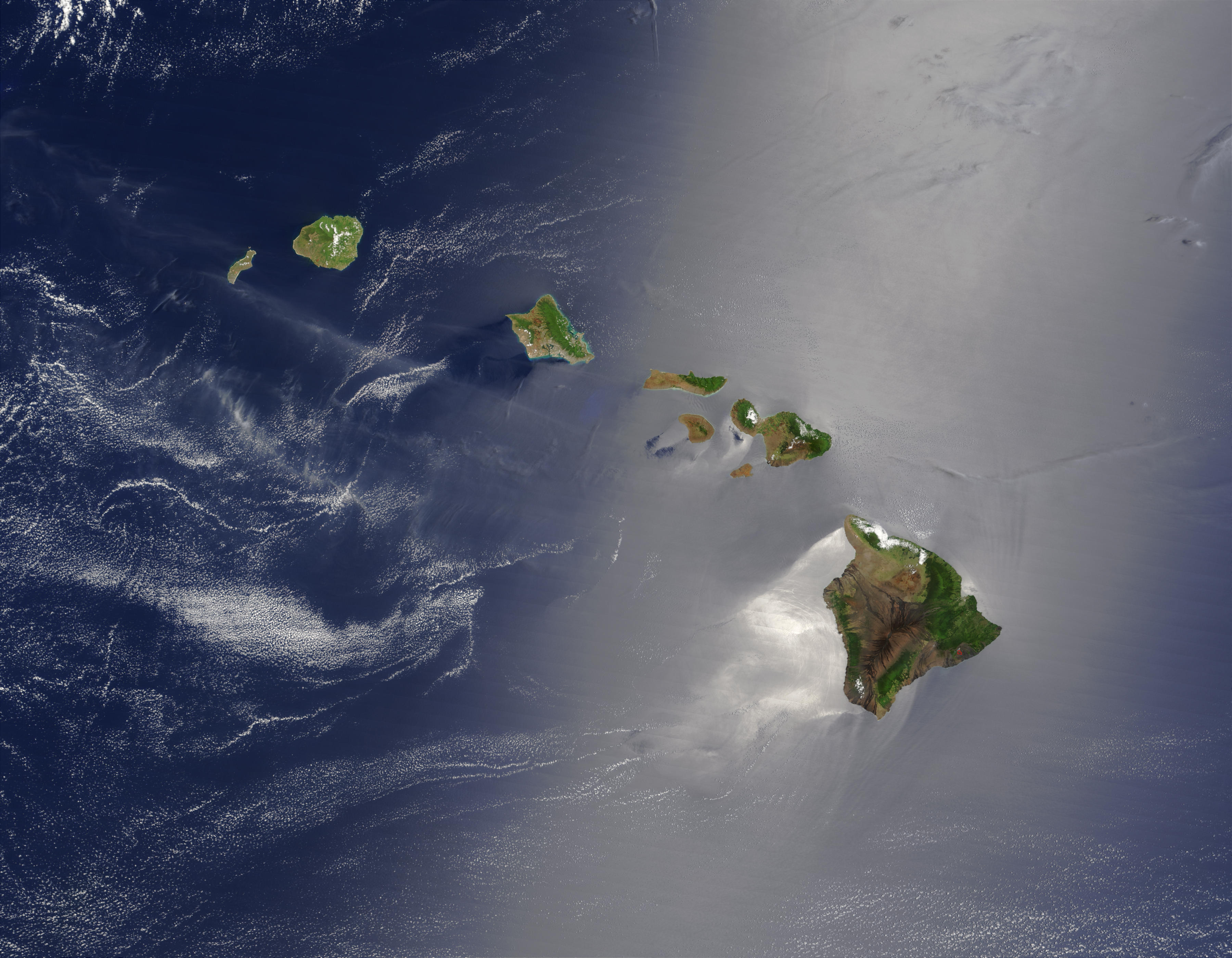
Прикладом кладогенезу сьогодні є Гавайський архіпелаг, до якого різні організми подорожували через океан за допомогою океанських течій і вітрів. Більшість видів на островах не зустрічаються більше ніде на Землі через еволюційну розбіжність.

Кладогенез — процес еволюційного розщеплення видів в якому кожна гілка та її менші гілки формують клад, еволюційний механізм і процес адаптивної еволюції, який веде до розвитку більшої різноманітності сестринських організмів. Цей процес найчастіше відбувається тоді коли кілька організмів потрапляють в нові умови навколишнього середовища, або коли зміни навколишнього середовища викликають вимирання груп організмів, звільняючи екологічні ніші для груп, що вижили.
Сучасним прикладом кладогенезу є еволюційні події на Гавайських островах. Організми потрапляють на ці острови з допомогою океанічних течій та вітрів. Більшість видів на цих островах є ендеміками (не зустрічаються більше ніде у світі) за рахунок процесу еволюційної дивергенції.
Кладогенез часто протиставляють анагенезу, при якому поступові зміни в предкових видах призводять урешті-решт до їх «заміни» новими видами (тобто при цьому процесі немає брунькування філогенетичного дерева)